# Phytosociologie
La phytosociologie est la discipline botanique qui étudie les communautés végétales et leur relation avec le milieu, en se basant sur des listes floristiques les plus exhaustives possibles. Elle est l'une des branches de la géobotanique, laquelle peut s'appuyer sur d'autres types d'approches (physionomiques, climatiques, écomorphologiques, agricoles, sylvicoles, etc.).
Son objet est l'étude synthétique des communautés de végétaux spontanées, pour les définir et les classer selon des critères floristiques et statistiques, caractériser leur structure et leur organisation, leur origine, leur genèse, leur déterminisme et leur évolution ainsi que leurs habitats. 
L'analyse comparative des groupements végétaux permet de définir des catégories abstraites ; par exemple des associations végétales et des phytotypes.
Pour décrire les relations spatio-temporelles entre végétaux, la phytosociologie s'intéresse aussi au fonctionnement écologique et botanique des végétations, à différentes échelles (des synusies aux biomes zonaux), c'est-à-dire aux relations des plantes entre elles et avec leur milieu de vie (climat, sol), ainsi que leur répartition géographique. Ses méthodes et concepts sont transposables à tous les types d'organismes.
Bien qu'elle soit une discipline écologique et géographique à part entière permettant de caractériser un milieu ainsi que son histoire, la phytosociologie a souffert d’un certain désintérêt de la part des scientifiques vers la fin du XXe siècle, probablement parce qu’elle s’est alors plus tournée vers les aspects descriptifs et nomenclaturaux, délaissant ainsi l’aspect synécologique. Actuellement, les unités fondamentales de la phytosociologie représentant une forte valeur indicatrice et un potentiel significatif
pour la modélisation environnementale sont reconnues, d'où le regain d'intérêt scientifique pour cette science, notamment grâce à la démarche Natura 2000 et au développement de la phytosociologie dynamico-caténale qui permet de décrire plus finement les trajectoires dynamiques des séries de végétation,.

## Principes et vocabulaire
Pour le phytosociologue, les populations végétales de différentes espèces qui utilisent un même habitat naturel, ou biotope, constituent des synusies, des phytocœnoses, des teselas, catenas, etc., dont la phytosociologie cherche à décrire les compositions floristiques, l'« architecture » mais aussi le fonctionnement dynamique et écologique.

## Histoire
Le terme de "phytosociologie" est inventé en 1896 par le botaniste polonais Józef Paczoski, matière qu'il avait précédemment nommée "florologie" en 1891. Constatant que les espèces végétales ne se répartissent pas au hasard et que l'on retrouve souvent les mêmes espèces cohabitant dans des mêmes milieux, les précurseurs de la phytosociologie, tel Henri Lecoq, Charles Flahault, Émile Chateau (1866-1952), ont défini des associations végétales comme unités floristico-physionomiques fondamentales de la couverture végétale. Le concept floristique de la végétation s'est ensuite substitué au concept physionomique (basé sur les types biologiques), tel qu'instauré par les premiers phytogéographes : Alexander von Humboldt & Aimé Bonpland (1807), Grisebach (1838, 1872), Eugen Warming (1909), etc.
Frederic Edward Clements (1874-1945) utilisa le terme « biome » pour la première fois dans une publication en 1916.
D'autres phytosociologues, comme Josias Braun-Blanquet (1884-1980), Erich Oberdorfer ou Reinhold Tüxen ont progressivement construit un système de classification hiérarchisé, analogue à celui établi pour les espèces, prenant pour base l'association végétale considérée comme représentée sur le terrain par des « individus d'association ».
Ce système a constitué un socle théorique pour le développement d'outils pratiques de connaissance écologique. Il a facilité la compréhension des affinités des communautés végétales entre elles et avec les milieux (naturels ou artificialisés).
La reconnaissance des groupements végétaux qui reflètent la fertilité et les qualités structurelles d'une « station » a des applications pratiques en sylviculture et en agronomie.
En matière de protection de la nature, le phytosociologue distingue les différents habitats en les hiérarchisant (par exemple en fonction de critères de rareté ou vulnérabilité) et oriente et évalue les opérations de restauration écologique de milieux (diagnostic initial, suivi de l'évolution des effets d'une gestion conservatoire ou restauratoire).

## Les écoles de phytosociologie
- L’école suédoise des sociations (HULT 1881, SERNANDER, Uppsala : DU RIETZ 1920, 1930, 1954), encore utilisée de nos jours en Fennoscandie.

- L’école anglaise de la dominance (SMITH 1898, 1899, CHIPP 1927, TANSLEY 1946).

- L’école américaine du climax (CLEMENTS 1905, 1916, 1928) à laquelle se rattachent les cartes des séries de végétation (Toulouse : GAUSSEN 1933), et les documents pour la carte de la végétation des Alpes de OZENDA.

- L’école franco-suisse sigmatiste (Zürich, Station internationale de géobotanique méditerranéenne et alpine de Montpellier : BRAUN-BLANQUET 1913, 1928, 1951, 1964) à laquelle se rattachent les cartes de GUINOCHET (1956) et de LEMEE (1959).

- L’école suisse des synusies (RÜBEL 1917, GAMS 1918).

- L’école américaine du continuum (GLEASON 1926, 1939, CURTIS & MAC INTOSH1951, CURTIS 1959, MAC INTOSH 1967, 1968).

- L’école russe des phytogéocénoses (SUKACHEV 1929,1954, ALECHIN 1932, 1935, LAVRENKO 1938).

- L’école estonienne unistrate (LIPPMAA 1931, 1933, 1934, 1935).

- L’école belge des groupes socioécologiques (Paul DUVIGNEAUD 1946), à laquelle se rattachent les travaux de PASSARGE (1964).

- L’école française des groupes écologiques statistiques (CEPE Montpellier : GOUNOT 1969, GODRON 1967, 1971, DAGET 1968).

- L’école française de la phytosociologie synusiale intégrée (Lille, Neuchâtel : JULVE 1985, DE FOUCAULT 1985, GILLET 1985, 2000, GILLET, DE FOUCAULT & JULVE 1991), qui a ses racines dans les travaux de LIPPMAA, GAMS et BRAUN-BLANQUET.

Ces écoles diffèrent :
- par leurs concepts, en particulier des unités de base (association, sociation, concept individualiste…), choisies par une approche synusiale ou phytocénotique,
- par l’importance différente attribuée à la dominance, la constance et la fidélité des espèces, la stratification, la dynamique des groupements végétaux,
- par leurs techniques de terrain (relevés, quadrats de taille constante, échantillonnage au hasard ou stratifié…),
- par leurs méthodes de synthèse et de modélisation.

## Phytosociologie systématique floristique - sociologie des plantes
La phytosociologie existe parce que les plantes, comme tout organisme vivant, ne vivent pas de manière isolée ; les espèces végétales vivent associées entre elles (et avec des animaux, des champignons, des protistes, des bactéries…), et elles modifient leur milieu selon plusieurs aspects et facteurs écologiques :
- un aspect dit statique, réunissant les paramètres abiotiques du milieu (lumière, chaleur, humidité…).
- un aspect dit de succession, où les écosystèmes (structurés par des groupements végétaux) se succèdent en stades différents pour parvenir à un climax homéostatique.
- un aspect d'interactions, qui tient compte des nombreuses relations entre espèces : interactions biotiques (prédation, parasitisme, coopération, mutualisme, symbiose, compétition…), interactions abiotiques (ombrage, intoxication, fertilisation…).

C'est Josias Braun-Blanquet qui a fait prédominer l'aspect floristique plutôt que la forme (ou physionomie) des plantes, comme critère principal de détermination des associations végétales considérées. Suivant sa méthode, on considère des échantillons de terrains aux biotopes uniformes, où les espèces sont distribuées de façon répétitive.
On établit alors une liste semi-quantifiée des espèces présentes sur une surface semblant floristiquement homogène, supérieure à l'aire minimale des groupements considérés. Le choix de la forme et de la taille de la zone relevée dépend du type de végétation considéré.
Par surface floristiquement homogène, on entend une surface où la liste d'espèces ne varie pas, indépendamment de la répartition plus ou moins agrégée des individus.
On estime aussi la couverture respective des espèces selon deux critères :
- l'abondance-dominance : surface occupée par chaque espèce végétale en proportion de la surface totale occupée par l'ensemble des plantes de la zone relevée,
- sociabilité : distribution des individus de chaque espèce présente sur l'ensemble de l'échantillon de terrain – sont-elles régulièrement dispersées, ou apparaissent-elles selon un « motif » de répartition particulier ?

Le second critère est de moins en moins utilisé.
Les relevés botaniques effectués sont comparés entre eux pour déterminer leurs degrés de similitude (ex : espèces toujours conjointement présentes dans un certain biotope), on arrive à agréger plusieurs relevés pour finalement former des unités phytosociologiques homogènes floristiquement. On peut ensuite comparer les groupes de relevés avec ceux de biotopes similaires situés dans des régions plus éloignées, ou proches mais entièrement différents.

### Classification phytosociologique des végétations
Les phytosociologues du XXe siècle ont construit un système de classification hiérarchique (syntaxinomie) analogue à celui de la classification classique (idiotaxinomie). Les associations végétales forment l'unité de base, et sont regroupées par similarités dans des alliances. Les alliances les plus proches dans leur structure floristique sont groupées en ordres, eux-mêmes groupés en classes. Chaque niveau de cette hiérarchie est dénommée "syntaxon" (par analogie aux idiotaxons du système de classification des organismes).
Une association végétale est nommée à partir du ou des noms de genre d'une ou de deux espèces caractéristiques présentes, auxquelles on ajoute un suffixe (en gras ci-dessous) indiquant le niveau hiérarchique du syntaxon dans la classification :
- Classe (suffixe -etea) : Querco-Fagetea (forêts feuillues des climats tempérés dominées par les Chênes, Quercus et le Hêtre, Fagus) ;
  - Ordre (suffixe -etalia) : Fagetalia (forêts feuillues des climats tempérées froides à Hêtre) ;
    - Alliance (suffixe -ion) : Fagion (hêtraie et associations voisines montagnardes) ;
      - Association végétale (suffixe -etum) : Abieto-Fagetum (hêtraie à sapins de moyenne montagne).

Les sous-unités éventuelles portent des suffixes spécifiques :
-etosum ; pour la sous-association,
-enion ; pour la sous-alliance,
-enalia ; pour le sous-ordre, -
-enea ; pour la sous-classe.

## Classification physionomique des végétations
Une approche basée sur la physionomie des groupements végétaux existe aussi. Elle considère d'abord les types biologiques des espèces dominantes dans un lieu donné. L'unité considérée est la formation végétale, concept formulé dès 1838 par August Grisebach. Les formations sont insérées elles aussi dans un système hiérarchique, illustré ci-dessous par trois exemples :
| Classe      | Buissons                                                            | Formations herbacées | Formations aquatiques       |
| Sous-classe | Formations xéromorphes de buissons                                  | Champs herbacés      | Roseaux                     |
| Groupe      | Formations xéromorphes de buissons très ouvertes (semi-désertiques) | Champs arbustifs     | Roseaux de lacs d'eau douce |
| Formation   | …                                                                   | Couverts de fougères | …                           |

Ce modèle tend à être délaissé au profit du système de classification phytosociologique proprement dit, de nature floristique, car ce dernier détaille les différentes espèces présentes plutôt que de se référer principalement à la physionomie globale. La connaissance des espèces inclut la connaissance de la physionomie, alors que l'inverse n'est pas vrai.

## Intérêt de la phytosociologie en écologie
La phytosociologie permet d'étudier les relations abiotiques des végétations avec le climat, les sols et la géomorphologie locale ainsi que les relations biotiques avec les autres communautés végétales, les communautés animales et les sociétés humaines. Ainsi, la reconnaissance des groupements végétaux révèle de manière plus précise les fonctionnements écologiques locaux, la bioindication des communautés étant l'intersection des valences écologiques de toutes les espèces les constituant.

### Cartographie des végétations
La caractérisation des végétations repose sur des inventaires floristiques effectués selon des normes précises. L'objectif étant de décrire la diversité des végétations mondiales et de permettre la compréhension des liens fonctionnels entre les communautés de plantes et les milieux naturels ou artificiels.
L'utilisation de cartes pour la représentation spatiale des unités phytosociologiques permet une étude précise des conditions écologiques du milieu et de la répartition des espèces végétales. Selon l'échelle, on choisira l'échelon approprié d'unité de végétation, et on le représentera sur les cartes : cartes phytosociologiques ou physionomiques, cartes des formations, des types de biotopes, des ressources forestières, des valeurs agronomiques, etc.

### Étude des indicateurs et des groupes écologiques
La phytosociologie peut servir à la bioindication. Certaines plantes sont des "indicateurs biologiques" de certains types de terrains (acidiphile, calcaire, humide, sableux, etc.). Selon le système introduit par Heinz Ellenberg, le comportement écologique d'une espèce botanique est décrit par un indicateur comprenant de 9 à 12 classes pour chaque facteur écologique primordial. Ces indicateurs précisent certaines variables de l'environnement comme la lumière, la température, la continentalité, l'humidité du sol, le pH, la quantité de nutriments dans le sol, la salinité.
Par "indication biologique" on doit entendre plusieurs niveaux possibles de bioindication : présence-absence qualitative, importance quantitative des populations, modifications physiologiques héréditaires, adaptations physiologiques temporaires.

### Phytosociologie et dynamique des végétations
Sous le concept de dynamique des végétations on regroupe toutes les modifications quantitatives et qualitatives des associations végétales au cours du temps : les modifications saisonnières phénologiques, les fluctuations pluriannuelles de la végétation, les modifications cycliques, dues notamment aux invasions de parasites, les successions autogènes ou allogènes (séries de végétation).
L'utilisation de la méthode phytosociologique à divers intervalles de temps sur un même site permet l'analyse des fluctuations ou de l'évolution de la végétation. Cette évolution peut par la suite être expliquée par l'effet de phénomènes internes (autogènes) ou externes (allogènes) à l'écosystème considéré. Ces phénomènes peuvent trouver leur origine dans des actions humaines, des changements climatiques, des cicatrisations, comme après un incendie, etc.).

## Intérêt de la phytosociologie en sylviculture
La phytosociologie est utilisée en sylviculture pour déterminer l'accroissement et ainsi prévoir les entretiens et récoltes. Elle permet également une meilleure sélection des essences afin d'éviter une mauvaise adéquation entre les conditions stationnelles et le peuplement.

## Intérêt de la phytosociologie en agriculture
La phytosociologie est utilisée pour estimer la valeur pastorale d'un pâturage qui elle-même détermine la charge en bétail, c'est-à-dire le nombre de têtes de bétail que peut supporter un pâturage sans craindre une sur-exploitation.

## Les classes de végétations en France
Il existe plusieurs classifications des végétations, qui pour certaines définissent proprement des classes phytosociologiques, pour d'autres s'appuient sur ces classifications en envisageant une catégorisation plus large, comme Corine Biotope, qui «pour prendre en compte l’importance de la faune et le rôle des communautés dans le façonnement du paysage, et pour accorder une place convenable aux types d’habitat plus anthropogéniques ou zoogéniques, [a] incorporé une large proportion de références aux formes physiques, intégré des écosystèmes et des faciès phytosociologiquement non significatifs».

### Classes phytosociologiques selon Philippe Julve
Philippe Julve publie et mets à jour régulièrement son Catalogue des Milieux Naturels (CatMiNat).
Le détail des classes et les tableaux de synthèses peuvent être téléchargés sur le site de Tela Botanica, projet phytosociologie ou visualisés sur le site e-veg.net.

#### Première clef de détermination
- 01/ : Eaux marines océaniques et littorales à végétation aquatique essentiellement algale.
- 02/ : Littoral maritime à végétation aérienne, supportant le sel, parfois épisodiquement submergée.
- 03/ : Eaux continentales à sublittorales, douces à saumâtres, en nappes libres et affleurantes, des lacs, étangs, mares, fleuves et rivières, d'origines naturelles ou créés par l'homme.
- 04/ : Zones humides plus ou moins amphibies, des bords de lacs, d'étangs, de rivières, sources et dépressions diverses, à végétation herbacée basse plus ou moins éparse, ne recouvrant pas totalement le sol.
- 05/ : Zones humides, parfois amphibies, des bords de lacs, étangs, fleuves, rivières, torrents, sources, dépressions diverses, à végétation herbacée haute (roselières, cariçaies, mégaphorbiaies), recouvrant généralement complètement le sol. (voir aussi le 06/ "Tourbières" pour les tremblants de colonisation des bords de lacs tourbeux).
- 06/ : Tourbières hautes, tourbières basses et tremblants, prairies tourbeuses. (voir aussi le 05/3.2.1 pour les cariçaies aquatiques, les cladiaies et roselières des sols tourbeux à pH neutre et les 14/4 et 14/5 pour les landes à chaméphytes).
- 07/ : Parois plus ou moins verticales des murs et rochers non marins ; éboulis.
- 08/ : Dalles rocheuses horizontales et sables plus ou moins stabilisés, zones à sols très superficiels généralement de faible niveau trophique et supportant la sécheresse.
- 09/ : Pelouses, steppes et ourlets externes développés sur des sols riches en calcium, secs, assez superficiels et généralement pauvres en azote.
- 10/ : Pelouses et ourlets externes des sols acides.
- 11/ : Pelouses permanentes des étages alpin à subalpin.
- 12/ : Prairies eurosibériennes des sols moyennement riches à riches en azote, subissant des pratiques agricoles variées (fertilisation, amendement, fauche, pâturage, jachère, semis…).
- 13/ : Cultures, friches, coupes et clairières forestières à sols perturbés, lieux plus ou moins rudéralisés, et zones naturelles de caractères écologiques similaires (pieds de falaises, ourlets dunaires…). L'enrichissement trophique est lié aux animaux, aux actions de l'homme, à la fixation symbiotique d'azote, ou à la minéralisation active dans le sol consécutive aux éclaircies et aux remontées de nappe d'eau.
- 14/ : Landes et garrigues à plantes vivaces ligneuses (sous-arbrisseaux chaméphytiques de quelques décimètres de hauteur).
- 15/ : Haies arbustives, halliers, fruticées, maquis, matorrals, buissons, pré-manteaux et manteaux externes et de coupes forestières (lisières arbustives), souvent linéaires mais parfois en nappes spatiales, ou plus ou moins éclatés, constituées d’arbustes et d’arbrisseaux.
- 16/ : Végétations arborescentes et herbacées intraforestières, des forêts, bois et bosquets arborescents. (voir aussi le 13/7 pour les coupes et clairières forestières plus ou moins eutrophisées).

#### Seconde Clef de détermination
- 01/ : Eaux marines océaniques et littorales à végétation aquatique essentiellement algale.
  - 01/1 Algues marines, pélagiques, présentes en pleine eau dans une zone comprise entre 0 et 50 mètres de profondeur (zone épipélagique).
  - 01/2 Algues marines, pélagiques, présents en pleine eau dans une zone comprise entre 50 et 100 mètres de profondeur (zone mésopélagique).
  - 01/3 Organismes marins, pélagiques, présents en pleine eau dans une zone comprise entre 100 et 500 mètres de profondeur, au-dessus de l'étage bathyal supérieur (zone infrapélagique).
  - 01/4 Organismes marins, pélagiques, présents en pleine eau dans une zone comprise entre 500 et 3000 mètres de profondeur, au-dessus de l'étage bathyal typique (zone bathypélagique).
  - 01/5 Organismes marins, pélagiques, présents en pleine eau dans une zone comprise entre 3000 et 6000 mètres de profondeur, au-dessus de l'étage abyssal (zone abyssopélagique).
  - 01/6 Organismes marins, pélagiques, présents en pleine eau dans une zone comprise entre 6000 et 12000 mètres de profondeur, au-dessus de l'étage hadal (zone hadopélagique).
  - 01/7 Végétation algale, benthique, aimant la lumière, se développant sur les substrats des étages médiolittoral et infralittoral. [Dictyoto dichotomae - Laurencietea pinnatifidae]
  - 01/8 Végétation algale se développant à l'étage médiolittoral sur des substrats sableux. [Gymnogongro griffithsiae - Gelidion pusilli]
  - 01/9 Végétation d'algues incrustantes ou appliquées sur un substrat dur. [Peyssonnelio dubyi - Lithophylletea incrustantis]
  - 01/10 Végétation algale aimant la lumière, se développant en épiphyte sur les herbiers de phanérogames marines. [Kuckuckio spinosae - Giraudyion sphacelarioidis]
  - 01/11 Végétation herbacée vivace de spermaphytes aquatiques des eaux marines littorales, constituant l'essentiel de la biomasse des "herbiers sous-marins", surtout présente à l'étage infralittoral. [Zosteretea marinae]
  - 01/12 Végétation algale benthique, supportant l'ombrage, se développant aux étages circalittoral à infralittoral inférieur, avec quelques exclaves en situations écologiques particulières (grottes médiolittorales par exemple). [Apoglosso ruscifolii - Hypoglossetea hypoglossoidis]
  - 01/13 Végétation algale de milieux riches en azote, se développant aux étages médiolittoral et infralittoral. [Ulvetea lactucae]
  - 01/14 Algues marines, benthiques, présentes sur les substrats du talus continental (étage bathyal), entre environ une centaine et 3000 mètres de profondeur, donc au-dessous de la profondeur ou l'éclairement résiduel atteint 1 % de celui de la surface.
  - 01/15 Organismes marins, benthiques, présents sur les substrats des plaines abyssales (étage abyssal), entre environ 3000 et 6000 mètres de profondeur.
  - 01/16 Organismes marins, benthiques, présents sur les substrats des fosses et ravins des grands fonds (étage hadal), entre environ 6000 et 12000 mètres de profondeur.

- 02/ : Littoral marin à végétation aérienne, supportant le sel, parfois épisodiquement submergée.
  - 02/1 Végétation de plantes annuelles aimant l'azote et supportant le sel (bénéficiant de la minéralisation des laisses de mer), préférant les conditions moyennement humides au niveau du sol. [Cakiletea maritimae]
  - 02/2 Végétation de plantes annuelles supportant légèrement le sel, préférant des sols plutôt secs ou s’asséchant en surface l'été, généralement sableux. [Saginetea maritimae]
  - 02/3 Végétation de plantes annuelles supportant le sel, se développant sur les vases salées maritimes des estuaires ou des baies plus ou moins fermées et soumises aux marées, parfois sur des suintements sales de l'intérieur des terres. [Salicornietea europaeae]
  - 02/4 Végétation vivace herbacée des sables calcaires plus ou moins mobiles des dunes littorales maritimes, en climats plutôt chauds. [Euphorbio paraliadis - Ammophiletea arenariae subsp. australis]
  - 02/5 Végétation de plantes vivaces herbacées des climats frais, se développant sur les sables et graviers littoraux maritimes. [Honckenyo peploidis - Leymetea arenarii]
  - 02/6 Végétation de plantes vivaces herbacées, supportant le sel, existant le long des littoraux maritimes des quatre mers, où elles constituent la plus grande partie des "prés salés". [Asteretea tripolii]
  - 02/7 Végétation de plantes vivaces herbacées, se développant dans les fissures éclairées des falaises maritimes méditerranéennes. [Crithmo maritimi - Limonietea pseudominuti]
  - 02/8 Végétation de plantes vivaces surtout ligneuses (sous-arbrisseaux chaméphytiques), des vases salées littorales maritimes (prés salés non ou peu exploités des estuaires et baies). [Sarcocornietea fruticosae]

- 03/ : Eaux continentales à sublittorales, douces à saumâtres, en nappes libres et affleurantes, des lacs, étangs, mares, fleuves et rivières, d'origines naturelles ou créés par l'homme.
  - 03/1 Voiles de plantes annuelles aquatiques, flottant librement en surface des eaux douces stagnantes à faiblement mobiles, préférant la lumière mais supportant un ombrage moyen. [Lemnetea minoris]
  - 03/2 Herbiers dulcaquicoles immergés, surtout vivaces et le plus souvent enracinés, des eaux eutrophes à mésotrophes. [Potamogetonetea pectinati]
  - 03/3 Herbiers dulcaquicoles immergés des eaux dystrophes et organiques à oligotrophes. [Utricularietea intermedio – minoris]
  - 03/4 Herbiers dulcaquicoles de charophytes, pionniers dans les milieux perturbés peu profonds, ou permanents et préférant la faible luminosité des profondeurs (jusqu'à 40 m), dans les eaux calmes ou faiblement courantes, généralement pauvres en azote et phosphore, bien oxygénées, des lacs, étangs et chenaux. [Charetea fragilis]

- 04/ : Zones humides plus ou moins amphibies, des bords de lacs, d'étangs, de rivières, sources et dépressions diverses, à végétation herbacée basse plus ou moins éparse, ne recouvrant pas totalement le sol.
  - 04/1 Végétation de plantes herbacées vivaces et enracinées, aérienne mais se développant dans des eaux peu profondes, aimant la lumière, formant souvent des sortes d'ourlets flottants des roselières mais se développant parfois en nappe, en particulier dans les petites rivières peu profondes et les fossés à faible courant d'eau de l'étage planitiaire. [Nasturtietea officinalis]
  - 04/2 Végétation herbacée vivace aimant l'humidité des bords de source. [Montio fontanae - Cardaminetea amarae]
  - 04/3 Végétation herbacée vivace, rase, aquatique à amphibie, des sols pauvres en azote et parfois tourbeux des bords de lacs et d'étangs. [Littorelletea uniflorae]
  - 04/4 Pelouses rases amphibies des mares temporaires, constituées de plantes herbacées vivaces, se développant sur des sols pauvres en azote, en zones à climat chaud. [Isoëtetea velatae]
  - 04/5 Végétation de plantes annuelles des lieux humides, se rencontrant sur des sols moyennement riches à pauvres en azote et en phosphore. [Juncetea bufonii]
  - 04/6 Végétation de plantes annuelles a développement estival, pionnière sur sols humides riches en azote et phosphore, s'asséchant l'été. [Bidentetea tripartitae]
  - 04/7 Végétation de plantes annuelles accompagnatrices des cultures de riz. [Oryzetea sativae]

- 05/ : Zones humides, parfois amphibies, des bords de lacs, étangs, fleuves, rivières, torrents, sources, dépressions diverses, à végétation herbacée haute (roselières, cariçaies, mégaphorbiaies), recouvrant généralement complètement le sol. (voir aussi le 06/ "Tourbières" pour les tremblants de colonisation des bords de lacs tourbeux).
  - 05/1 Végétation de plantes vivaces herbacées des mégaphorbiaies subalpines à montagnardes et boréales. [Cicerbito alpinae - Aconitetea napelli]
  - 05/2 Végétation de plantes vivaces herbacées des mégaphorbiaies planitiaires à collinéennes. Elles se rencontrent au bord des rivières (souvent en situation plus ou moins forestière) et colonisent les prairies humides abandonnées, sur des sols plus ou moins riches en azote et phosphore, inondés généralement seulement l'hiver. [Filipendulo ulmariae - Calystegietea sepium subsp. sepium]
  - 05/3 Végétation herbacée vivace de grandes plantes des bords d'étangs et de lacs, plus rarement de rivières, se développant sur des sols engorgés longuement, moyennement riches à riches en azote, parfois tourbeux mais toujours de pH neutre. [Phragmiti australis - Caricetea elatae]

- 06/ : Tourbières hautes, tourbières basses et tremblants, prairies tourbeuses. (voir aussi le 05/3.2.1 pour les cariçaies aquatiques, les cladiaies et roselières des sols tourbeux à pH neutre et les 14/4 et 14/5 pour les landes à chaméphytes).
  - 06/1 Végétation herbacée vivace des tourbières (haut-marais et bas-marais tourbeux à paratourbeux, pelouses humides et tremblants aquatiques), se développant sur des sols pauvres à moyennement pauvres en azote. [Scheuchzerio palustris - Caricetea nigrae]
  - 06/2 Végétation muscinale des tourbières acides. [Aulacomnio palustris - Sphagnetea fallacis]
  - 06/3 Végétation muscinale des tourbières neutro-basiques et tufs calcaires. [Drepanoclado revolventis - Campylietea stellati]

- 07/ : Parois plus ou moins verticales des murs et rochers non marins ; éboulis.
  - 07/1 Végétation vivace herbacée, des suintements humides et ombragés sur roches calcaires ou riches en bases échangeables, dans les régions à climats plutôt chauds. [Adiantetea capilli-veneris]
  - 07/2 Végétation de plantes vivaces herbacées des murs et parois de rochers plus ou moins verticaux, non ou peu humides. [Asplenietea trichomanis]
  - 07/3 Végétation de plantes vivaces herbacées des éboulis plus ou moins mobiles et plus ou moins fins. [Noccaeetea rotundifoliae]

- 08/ : Dalles rocheuses horizontales et sables plus ou moins stabilisés, zones à sols très superficiels généralement de faible niveau trophique et supportant la sécheresse.
  - 08/1 Pelouses herbacées vivaces, plus ou moins ouvertes, parfois crassulescentes, des sols superficiels sur dalles et rochers plus ou moins horizontaux, sommets de murs et sables plus ou moins stabilisés. [Sedo albi subsp. albi - Scleranthetea perennis subsp. perennis]
  - 08/2 Pelouses vivaces herbacées, présentes sur des terrains calaminaires, chargés en métaux lourds. [Violetea calaminariae]
  - 08/3 Tonsures herbacées annuelles, présentes sur les sols sableux pauvres en azote, ou sur des sols très superficiels sur rochers, secs à moyennement secs (dans ce cas s'asséchant l'été), plutôt acides. [Tuberarietea guttatae]
  - 08/4 Tonsures herbacées annuelles, des sols secs à pH neutre à basique, calciques, pauvres en azote, ou des sols initiaux sur rochers. [Stipo capensis - Brachypodietea distachyi]
  - 08/5 Tonsures annuelles basophiles, sabulicoles, maritimes, thermoméditerranéennes. [Ononido variegatae - Cutandietea maritimae]

- 09/ : Pelouses, steppes et ourlets développés sur des sols riches en calcium, secs, assez superficiels et généralement pauvres en azote.
  - 09/1 Végétation herbacée vivace (avec parfois quelques petits ligneux) des pelouses calcicoles médioeuropéennes, aimant la lumière, développées sur des sols plutôt secs et pauvres en azote, plus ou moins superficiels. [Festuco valesiacae - Brometea erecti subsp. erecti]
  - 09/2 Végétation vivace des lisières herbacées moyennement ombragées (ourlets), développée sur des sols neutro-basiques souvent riches en calcium, pauvres à moyennement pauvres en azote et secs. [Trifolio medii - Geranietea sanguinei]
  - 09/3 Végétation vivace des pelouses calcicoles, essentiellement herbacée mais plus ou moins riche en petits ligneux, présente aux étages méso- à thermoméditerranéen, sur des substrats calcaires ou siliceux mais alors riches en cations échangeables, pauvres à moyennement pauvres en azote. [Dactylo glomeratae subsp. hispanicae - Brachypodietea retusi]
  - 09/4 Végétation vivace des pelouses basophiles subdésertiques. [Lygeo sparti - Stipetea tenacissimae]

- 10/ : Pelouses et ourlets externes sur sols acides.
  - 10/1 Végétation herbacée vivace des pelouses sur sols acides, assez pauvres en azote, mais généralement assez profonds, présentes de la plaine à l'étage alpin, longuement enneigées à ce dernier étage. [Nardetea strictae]
  - 10/2 Végétation vivace des lisières externes herbacées plus ou moins ombragées (ourlets externes) sur sols acides, pauvres à moyennement pauvres en azote. [Melampyro pratensis - Holcetea mollis]

- 11/ : Pelouses permanentes des étages alpin à subalpin.
  - 11/1 Pelouses vivaces et ouvertes sur sols acides, pauvres en azote, peu profonds, enneigés peu longuement et seulement en hiver, exposées aux vents violents et froids, arctico-alpines. [Caricetea curvulae subsp. curvulae]
  - 11/2 Pelouses vivaces se développant sur les sols humides et longuement enneigés des combes à neige. [Salicetea herbaceae]
  - 11/3 Pelouses vivaces permanentes, ouvertes, établies sur des sols pauvres en azote, à pH neutrobasique, dans des zones généralement exposées, précocement déneigées, à climat froid, arctico-alpines. [Carici rupestris - Kobresietea myosuroidis]
  - 11/4 Pelouses des étages alpin et subalpin, présentes sur des sols riches en calcium, pauvres en azote, bien exposés, en zones de climat à grande amplitude thermique journalière, de répartition européenne plutôt méridionale. [Seslerietea caeruleae]

- 12/ : Prairies eurosibériennes des sols moyennement riches à riches en azote, subissant des pratiques agricoles variées (fertilisation, amendement, fauche, pâturage, jachère, semis…).
  - 12/1 Végétation herbacée vivace des prairies eurosibériennes. [Agrostio stoloniferae - Arrhenatheretea elatioris subsp. elatioris]

- 13/: Cultures, friches, coupes et clairières forestières à sols perturbés, lieux plus ou moins rudéralisés, et zones naturelles de caractères écologiques similaires (pieds de falaises, ourlets dunaires…). L'enrichissement trophique est lié aux animaux, aux actions de l'homme, à la fixation symbiotique d'azote, ou à la minéralisation active dans le sol consécutive aux éclaircies et aux remontées de nappe d'eau.
  - 13/1 Friches herbacées vivaces à nombreuses espèces bisannuelles, le plus souvent rudérales, aimant l'azote, développée sur des sols secs à moyennement secs, dans des régions au climat plutôt chaud. [Onopordetea acanthii subsp. acanthii]
  - 13/2 Friches et ourlets constitués de plantes vivaces herbacées, répandues dans la région eurosibérienne sur des sols riches en azote, moyennement pourvus en eau, exceptionnellement humides et dans ce cas ombragés. [Glechomo hederaceae - Urticetea dioicae]
  - 13/3 Végétations d’annuelles accompagnatrices des cultures, développée sur des sols riches à moyennement riches en azote. [Stellarietea mediae]
  - 13/4 Friches annuelles pionnières, développées sur des sols riches à moyennement riches en azote, dans les zones rudéralisées. [Sisymbrietea officinalis]
  - 13/5 Végétations nitrophiles naturelles à annuelles pionnières des clairières, lisières et éboulis européens. [Galeopsio tetrahit - Senecionetea sylvatici]
  - 13/6 Tonsures nitrophiles des lieux surpiétinés. [Lepidio squamati - Polygonetea avicularis subsp. depressi]
  - 13/7 Clairières et coupes forestières plus ou moins eutrophisées. [Epilobietea angustifolii]

- 14/ : Landes, garrigues et phryganes à plantes vivaces ligneuses (sous-arbrisseaux chaméphytiques de quelques décimètres de hauteur, voir 02/8 pour les chaméphytaies littorales maritimes).
  - 14/1 Landes méditerranéennes méridionales, présentes aux étages montagnard et supraméditerranéen corso-sardes. [Carlinetea macrocephalae]
  - 14/2 Garrigues méditerranéennes, présentes sur des sols à pH neutre à basique. [Rosmarinetea officinalis]
  - 14/3 Cistaies méditerranéennes développées sur des sols acides en zones à climat chaud. [Cisto salvifolii - Lavanduletea stoechadis]
  - 14/4 Landes planitiaires-collinéennes, des zones de climat océanique tempéré, sur sols généralement acides. [Calluno vulgaris - Ulicetea minoris]
  - 14/5 Landes arctico-alpines à planitiaires-continentales, des zones à climat plutôt froid. [Calluno vulgaris - Vaccinietea myrtilli]
  - 14/6 Chaméphytaies halophiles continentales à sublittorales, méditerranéennes à subdésertiques. [Pegano harmalae - Salsoletea vermiculatae]

- 15/ : Haies arbustives, halliers, fruticées, maquis, matorrals, buissons, pré-manteaux et manteaux externes et de coupes forestières (lisières arbustives), souvent linéaires mais parfois en nappes spatiales, ou plus ou moins éclatés, constituées d’arbustes et d’arbrisseaux.
  - 15/1 Manteaux et maquis méditerranéens (matorrals). [Pistacio lentisci - Rhamnetea alaterni subsp. alaterni]
  - 15/2 Pré-manteaux arbustifs pionniers, aimant la lumière et la chaleur, établis sur des sols minéraux, acides, plutôt pauvres en azote, jamais humides. [Cytisetea striato - scoparii subsp. scoparii]
  - 15/3 Fourrés arbustifs hygrophiles des sols tourbeux planitiaires à submontagnard. [Franguletea dodonei]
  - 15/4 Fourrés arbustifs aimant la chaleur, établis sur des sols minéraux et humides à fort battement de nappe, essentiellement le long des rivières méditerranéennes. [Nerio oleandri - Tamaricetea gallicae]
  - 15/5 Fourrés arbustifs des sols minéraux humides souvent à éléments grossiers, répandue dans les eaux courantes à fort battement saisonnier de nappe, surtout dans les fleuves et rivières de la région eurosibérienne. [Salicetea purpureae subsp. purpureae]
  - 15/6 Fourrés arbustifs subalpins, mésohydriques. [Pino mugo - Alnetea alnobetulae]
  - 15/7 Buissons hydrophiles, boréaux à subalpins, rarement montagnards (tourbières). [Salicetea bicolori – lapponum]
  - 15/8 Végétation arbustive eurosibérienne, des manteaux externes et des coupes, fruticées, halliers (= manteau en nappe, équivalent structural des maquis ou matorrals méditerranéens), haies, également dispersée à l'intérieur des forêts ou formant des fourrés de colonisation, des buissons. Elle est établie généralement sur des sols assez riches en azote, souvent évolués (avec des horizons pédologiques bien définis), non tourbeux, aux étages planitiaires à montagnard. [Rhamno catharticae - Prunetea spinosae]

- 16/ : Végétations arborescente et herbacée intraforestière, des forêts, bois et bosquets arborescents. (voir aussi le 13/7 pour les coupes et clairières forestières plus ou moins eutrophisées).
  - 16/1 Associations arborescentes, généralement caducifoliées, planitiaires à montagnardes, exceptionnellement supraméditerranéennes. [Fraxino excelsioris - Quercetea roboris]
  - 16/2 Associations arborescentes, généralement sempervirentes et dominées par des conifères, boréo-subalpines. [Pino cembrae - Piceetea abietis]
  - 16/3 Associations arborescentes, généralement sempervirentes et dominées par des arbres feuillus sclérophylles, plus rarement par des conifères, thermo- et mésoméditerranéennes. [Pino halepensis - Quercetea ilicis coll.]
  - 16/4 Végétation herbacée vivace, le plus souvent intraforestière, plus ou moins adaptée à un ombrage relatif et à une humidité atmosphérique relativement élevée, de développement optimal généralement printanier. [Anemono nemorosae - Caricetea sylvaticae]
  - 16/5 Lianes grimpantes sur parois de falaises ou murs, épiphytes sur troncs d'arbres et d'arbustes. [Hederetea hederacei]
  - 16/6 Épiphytes de houppiers d'arbres ou d'arbustes, sur branches. [Viscetea albi]

### Les classes Corine Biotope
L'article qui lui est consacré le rappelle, «Corine Biotope est une typologie des habitats naturels et semi-naturels présents sur le sol européen […]. Le programme a abouti en 1991 à la proposition d'une typologie arborescente à six niveaux maximum, basée sur la description de la végétation». Ci-après, les classes principales et les secondaires.

#### Classes Corine primaires et secondaires
- 1 - Habitats littoraux et halophiles
  - 11 - Mers et océans
  - 12 - Bras de mer
  - 13 - Estuaires et rivières tidales (soumises à marées)
  - 14 - Vasières et bancs de sable sans végétations
  - 15 - Marais salés, prés salés (schorres), steppes salées et fourrés sur gypse
  - 16 - Dunes côtières et plages de sable
  - 17 - Plages de galets
  - 18 - Côtes rocheuses et falaises maritimes
  - 19 - Ilots, bancs rocheux et récifs
- 2 - Milieux aquatiques non marins
  - 21 - Lagunes
  - 22 - Eaux douces stagnantes
  - 23 - Eaux stagnantes, saumâtres et salées
  - 24 - Eaux courantes
- 3 - Landes, fruticées, pelouses et prairies
  - 31 - Landes et fruticées
  - 32 - Fruticées sclérophylles
  - 33 - Phryganes
  - 34 - Pelouses calcicoles sèches et steppes
  - 35 - Pelouses silicicoles sèches
  - 36 - Pelouses alpines et subalpines
  - 37 - Prairies humides et mégaphorbiaies
  - 38 - Prairies mésophiles
- 4 - Forêts
  - 41 - Forêts caducifoliées
  - 42 - Forêts de conifères
  - 43 - Forêts mixtes
  - 44 - Forêts riveraines, forêts et fourrés très humides
  - 45 - Forêts sempervirentes non résineuses
- 5 - Tourbières et marais
  - 51 - Tourbières hautes
  - 52 - Tourbières de couverture
  - 53 - Végétation de ceinture des bords des eaux
  - 54 - Bas-marais, tourbières de transition et sources
- 6 - Rochers continentaux, éboulis et sables
  - 61 - Éboulis
  - 62 - Falaises continentales et rochers exposés
  - 63 - Neiges et glaces éternelles
  - 64 - Dunes sableuses continentales
  - 65 - Grottes
  - 66 - Communautés des sites volcaniques
- 8 - Terres agricoles et paysages artificiels[11].
  - 81 - Prairies améliorées
  - 82 - Cultures
  - 83 - Vergers, bosquets et plantations d'arbres
  - 84 - Alignements d'arbres, haies, petits bois, bocage, parcs
  - 85 - Parcs urbains et grands jardins
  - 86 - Villes, villages et sites industriels
  - 87 - Terrains en friche et terrains vagues
  - 88 - Mines et passages souterrains
  - 89 - Lagunes et réservoirs industriels, canaux

### Classes phytosociologiques selon le Prodrome des végétations de France
Le Prodrome des végétations de France est une synthèse extensive et détaillée des connaissances scientifiques sur la végétation de la France métropolitaine. Ce projet, œuvre commune de plusieurs scientifiques au début du XXIe siècle, a fait l'objet de nombreuses publications.
Une première version (souvent désignée sous le sigle « PVF1 ») a été publiée en 2004 par Bardat et al. et ne constituait qu'une simple liste des unités de la classification phytosociologique jusqu'au niveau de la sous-alliance,. Le PVF1 reconnaissait 76 classes de végétation. 
Une seconde version (baptisée « PVF2 ») est publiée depuis 2009 sous l'égide de la Société Française de Phytosociologie sous forme d'articles (en général un par classe phytosociologique) dans différents journaux scientifiques dont le Journal de Botanique de la Société Botanique de France, Documents Phytosociologiques ou encore Acta Botanica Gallica. Chaque article donne une description de la classe et détaille ses unités constituantes (ordres, alliances et associations). Des tableaux synthétiques pour les unités supérieures ainsi que des références extensives sont données. Chaque association reconnue fait l'objet d'une fiche synthétique détaillée. En 2019 trente-cinq classes avaient fait l'objet d'une publication.
| I. Végétation aquatique mobile ou enracinée                             | |
| a. Végétation des eaux douces                                           | |
| 1. Lemnetea minoris                                                     | De Petite lentille d'eau (Lemna minor) Végétation flottante non enracinée, à caractère annuel, des eaux douces à légèrement saumâtres. |
| 2. Charetea fragilis                                                    | De Chara fragilis Herbiers d'algues enracinées, pionniers, des eaux calmes, douces à saumâtres, pauvres à assez riches en azote. |
| 3. Potametea pectinati                                                  | De Potamot de Suisse (Potamogeton pectinatus) Herbiers enracinés, à caractère vivace, des eaux douces (parfois légèrement saumâtres), riches à moyennement riches en azote, courantes à stagnantes. |
| b. Végétation des eaux marines et saumâtres                             | |
| 1. Halodulo wrigthii-Thalassietea testudinum                            | De Halodule wrightii et Thalassia testudinum Communautés des eaux tropicales, en immersion permanente, à influences méditerranéennes. |
| 2. Posidonietea oceanicae                                               | De Posidonie (Posidonia oceanica) Herbiers des mers tempérées chaudes et de la Méditerranée. |
| 3. Zosteretea marinae                                                   | De Zostère marine (Zostera marina) Herbiers sous-marins phanérogamiques en complexe avec diverses algues marines, immergés ou en émersion temporaire, surtout des zones littorales atlantiques. |
| 4. Ruppietea maritimae                                                  | De Ruppie maritime (Ruppia maritima) Végétation enracinée des eaux saumâtres, surtout littorale. |
| II. Végétation amphibie des rivières, sources et marais                 | |
| a. Végétation pionnière éphémère                                        | |
| 1. Bidentetea tripartitae                                               | De Bidens trifolié (Bidens tripartita) Végétation pionnière annuelle des sols enrichis en azote, s'asséchant partiellement en été. |
| 2. Isoeto durieui-Juncetea bufonii                                      | De Isoetes durieui et Jonc des crapauds (Juncus bufonius) Végétation pionnière riche en annuelles, des sols exondés ou humides, pauvres à assez riches en azote. |
| b. Végétation lacustre, fontinale et palustre                           | |
| 1. Littorelletea uniflorae                                              | De Littorelle à une fleur (Littorella uniflora) Végétation vivace rase et amphibie, des bordures de plans d'eau, plutôt pauvres en azote. |
| 2. Montio fontanae-Cardaminetea amarae                                  | De Montie des fontaines (Montia fontana) et Cardamine amère (Cardamine amara) Végétation herbacée et muscinale liée aux sources, ruisseaux et suintements ; éventuellement sur parois fortement humides, acides à légèrement alcalines, de l'étage de plaine à l'alpin.                                                                                    |
| 3. Glycerio fluitantis-Nasturtietea officinalis                         | De Glycérie flottante (Glyceria fluitans) et Cresson de fontaine (Nasturtium officinale) Végétation basse d'hélophytes, en bordure des eaux calmes ou courantes. |
| 4. Phragmiti australis-Magnocaricetea elatae                            | De Roseau commun (Phragmites australis) et Laîche raide (Carex elata) Végétation des bords d'étangs, lacs, rivières et marais sur sol riche à moyennement riche en azote, parfois tourbeux. |
| 5. Utricularietea intermedio-minoris                                    | De Utriculaire intermédiaire (Utricularia intermedia) et Petite utriculaire (U. minor) Végétation immergée des gouilles et des chenaux des tourbières acides à alcalines. |
| 6. Oxycocco palustris-Sphagnetea magellanici                            | De Canneberge (Vaccinium oxycoccos) et Sphaigne (Sphaigne de Magellan) Végétation des tourbières acides eurosibériennes, surtout localisées en France à l'étage montagnard (avec des stations de plaines en régions très arrosées ou froides). |
| 7. Scheuchzerio palustris-Caricetea fuscae                              | De Scheuchzérie des tourbières (Scheuchzeria palustris) et Laîche vulgaire (Carex nigra) Végétation inondée en permanence de bas-marais, à dominance d'hémicryptophytes, collinéennes à alpines, sur sol tourbeux ou minéral, pauvre à moyennement riche en azote.                                                                                         |
| III. Végétation littorale et halophile                                  | |
| a. Végétation des dunes littorales                                      | |
| 1. Cakiletea maritimae                                                  | De Cakilier (Cakile maritima) Végétation annuelle riche en nitrates des laisses de mer, estrans, prés salés, ainsi que des falaises littorales colonisées par les oiseaux (apport de guano). |
| 2. Honckenyo peploidis-Elymetea arenarii                                | De Pourpier de mer (Honckenya peploides) et Elyme des sables (Leymus arenarius) Végétation vivace, des dunes vives ou des bordures maritimes sablo-graveleuses plus ou moins enrichies en matière organique. Distribution circumboréale et sarmato-asiatique.                                                                                              |
| 3. Euphorbio paraliae-Ammophiletea australis                            | De Euphorbe maritime (Euphorbia paralias) et Oyat (Ammophila arenaria) Végétation vivace pionnière des sables dunaires méditerranéenne à méditerranéo-atlantique et prépontique. |
| b. Végétation des vases et rochers littoraux                            | |
| 1. Saginetea maritimae                                                  | De Sagine maritime (Sagina maritima) Végétation de petites annuelles des sols sablo-limoneux ou graveleux, secs en été, des littoraux atlantiques et méditerranéens. |
| 2. Thero-Suaedetea splendentis                                          | De Suaeda splendens Végétation pionnière annuelle des vases salées littorales ou des bassins salifères continentaux. |
| 3. Spartinetea glabrae                                                  | De Spartine à feuilles alternes (Spartina alterniflora) Végétation pionnière vivace des vases molles salées et saumâtres, longuement inondables, amphiatlantiques. |
| 4. Asteretea tripolii                                                   | De Aster maritime (Aster tripolium) Végétation des "prés salés" atlantiques à dominance d'hémicryptophytes et des pelouses des falaises maritimes. |
| 5. Crithmo maritimi-Staticetea                                          | De Criste marine (Crithmum maritimum) et Statice commun (Limonium vulgare) Végétation de chasmophytes pionniers, des falaises maritimes méditerranéennes et atlantiques. |
| 6. Juncetea maritimi                                                    | De Jonc maritime (Juncus maritimus) Prairies salées et saumâtres méditerranéennes. |
| 7. Salicornietea fruticosae                                             | De Salicorne (Sarcocornia fruticosa) Végétation crassulescente à dominance de chaméphytes ou nanophanérophytes, des sols salés et "sansouires" méditerranéo-atlantiques à saharo-sindiennes. |
| IV. Végétation chasmophytique, glaréicole et épiphytique                | |
| a. Végétation chasmophytique                                            | |
| 1. Adiantetea capilli-veneris                                           | De Cheveux de Venus (Adiantum capillus-veneris) Végétation des suintements ombragés, en station plutôt chaude, sur substrat calcaire, avec parfois dépôts de tuf. |
| 2. Asplenietea trichomanis                                              | De Capillaire des murailles (Asplenium trichomanes) Végétation vivace des parois et des murs non riches en nitrates. |
| 3. Parietarietea judaicae                                               | De Pariétaire des murs (Parietaria judaica) Communautés des murs riches en nitrates. |
| b. Végétation chasmocomophytique, épiphytique et glaréicole             | |
| 1. Anogrammo leptophyllae-Polypodietea cambrici                         | De Anogramme à feuilles minces (Anogramma leptophylla) et Polypode austral (Polypodium cambricum) Végétation à base de mousses et de fougères, des parois et dalles ombragées, moyennement drainées à imbibées et en situation ombragée ; optimale en conditions océaniques de plaines à collinéennes, mais présente jusqu'au méso- et supraméditerranéen. |
| 2. Thlaspietea rotundifolii                                             | De Tabouret à feuilles rondes (Noccaea rotundifolia) Végétations des éboulis plus ou moins mobiles. |
| V. Végétation herbacée anthropogène, des lisières et des mégaphorbiaies | |
| a. Végétation anthropogène                                              | |
| 1. Stellarietea mediae                                                  | De Mouron des oiseaux (Stellaria media) Végétation annuelle, commensale des cultures annuelles ou sarclées riches en nitrates. |
| 2. Oryzetea sativae                                                     | De Riz cultivé (Oryza sativa) Végétation annuelle commensale des cultures de riz. |
| 3. Polygono arenastri-Poetea annuae                                     | De Renouée des oiseaux (Polygonium aviculare subsp. depressum) et Pâturin annuel (Poa annua) Végétation annuelle assez riche en nitrates des stations hyperpiétinées. |
| 4. Pegano harmalae-Salsoletea vermiculatae                              | De Peganum harmala et Soude (Salsola vermiculata) Végétation méditerranéenne d'arbustes et d'arbrisseaux des sols riches en sels et en nitrates sous climat à tendance aride. |
| 5. Sisymbrietea officinalis                                             | De Sisymbre officinal (Sisymbrium officinale) Végétation anthropogène à dominante d'annuelles et de bisannuelles, plus ou moins riche en nitrates, des stations rudéralisées et irrégulièrement perturbées. |
| 6. Artemisietea vulgaris                                                | De Armoise vulgaire (Artemisia vulgaris) Végétation rudérale, anthropogène, riche en nitrates à dominance d'espèces vivaces, eurosibérienne et méditerranéenne. |
| 7. Epilobietea angustifolii                                             | De Epilobe en épi (Epilobium angustifolium) Végétation herbacée pionnière des chablis et des coupes forestières, riches en nitrates et en position ensoleillée. |
| b. Végétation des lisières et des mégaphorbiaies                        | |
| 1. Cardaminetea hirsutae                                                | De Cardamine hirsute (Cardamine hirsuta) Communautés vernales annuelles, de demi-ombre, des ourlets intraforestiers et stations ombragées. |
| 2. Galio aparines-Urticetea dioicae                                     | De Gaillet gratteron (Galium aparine) et Ortie dioïque (Urtica dioica) Végétation d'ourlets des sols riches en nitrates et plus ou moins humides. |
| 3. Agropyretea pungentis                                                | De Agropyron pungens Végétation vivace graminéenne, très sec et semi-rudérale, surtout sur sables, limons et substrats calcaires, à distribution européenne et ouest-sibérienne. |
| 4. Mulgedio alpini-Aconitetea variegati                                 | De Laitue des Alpes (Cicerbita alpina) et Aconit panaché (Aconitum variegatum) Végétations de hautes herbes des montagnes et régions boréales de l'Europe occidentale, principalement subalpines mais transgressant dans l'étage montagnard. |
| 5. Filipendulo ulmariae-Convolvuletea sepium                            | De Reine des prés (Filipendula ulmaria) et Liseron (Calystegia sepium) Mégaphorbiaies planitiaires à montagnardes, assez riches en azote, des stations plus ou moins inondables à humides. |
| 6. Melampyro pratensis-Holcetea mollis                                  | De Mélampyre des prés (Melampyrum pratense) et Houlque laineuse (Holcus lanatus) Pelouses préforestières et ourlets, sur sols acides pauvres en azote. |
| 7. Trifolio medii-Geranietea sanguinei                                  | De Trèfle intermédiaire (Trifolium medium) et Géranium sanguin (Geranium sanguineum) Pelouses préforestières héliophiles et ourlets parfois hémisciaphiles, calcicoles à légèrement acides. |
| VI. Végétation supraforestière cryophile des sols géliturbés            | |
| a. Végétation circumarctique et eurosibérienne                          | |
| 1. Carici rupestris-Kobresietea bellardii                               | De Laîche des roches (Carex rupestris) et Kobrésie queue de souris (Kobresia myosuroides) Pelouses arctico-alpines de crêtes ventées, des sols basiques à neutres et longuement gelés. |
| 2. Caricetea curvulae                                                   | De Laîche courbée (Carex curvula) Pelouses montagnardes, subalpines et alpines sur sol acide. |
| 3. Festuco-Seslerietea caeruleae                                        | De Seslérie bleue (Sesleria caerulea) Pelouses calcicoles nordiques et orophiles. |
| 4. Salicetea herbaceae                                                  | De Saule herbacé (Salix herbacea) Pelouses des combes à neige (parfois sur éboulis restant gelés en profondeur). |
| 5. Loiseleurio procumbentis-Vaccinietea microphylli                     | De Loiseleurie couchée (Loiseleuria procumbens) et Airelle des marais (Vaccinium uliginosum subsp. microphyllum) Landes arctico-alpines et subarctico-subalpines, éventuellement associées à la dynamique des forêts résineuses. |
| VII. Végétation pastorale de pelouses et de prairies                    | |
| a. Végétation des pelouses thérophytiques                               | |
| 1. Helianthemetea guttati                                               | De Hélianthème taché (Helianthemum guttata) Végétation annuelles acidiphiles des sols souvent sableux, pauvres en azote, et des lithosols. |
| 2. Stipo capensis-Trachynietea distachyae                               | De Plumet du Cap (Stipa capensis) et Brachypode à deux épis (Brachypodium distachyon) Végétation annuelles des sols calciques très secs, pauvres en azote et des lithosols sur rochers calcaires. |
| b. Végétation vivace des pelouses et prés maigres                       | |
| 1. Koelerio glaucae-Corynephoretea canescentis                          | De Koélérie glauque (Koeleria glauca) et Corynéphore blanchâtre (Corynephorus canescens) Pelouses pionnières, à dominance d'hémicryptophytes (plus ou moins riches en annuelles), atlantiques à médioeuropéennes, sur sables plus ou moins stabilisés. |
| 2. Sedo albi-Scleranthetea biennis                                      | De Orpin blanc (Sedum album) et Scléranthe polycarpe (Scleranthus ploycarpos) Végétation pionnière à dominance de vivaces (souvent crassulescentes) de dalles rocheuses plus ou moins horizontales, atlantique à médioeuropéenne, souvent montagnarde. |
| 3. Festuco valesiacae-Brometea erecti                                   | De Fétuque du Valais (Festuca valesiaca) et Brome érigé (Bromus erectus) Pelouses à dominance d'hémicryptophytes, très secs à secs, collinéennes à montagnardes, européennes et ouest sibériennes, surtout sur substrats carbonatés ou basiques. |
| 4. Violetea calaminariae                                                | De Violette calaminaire (Viola calaminaria) Pelouses à dominance d'hémicryptophytes sur substrats calaminaires. |
| 5. Nardetea strictae                                                    | De Nard raide (Nardus stricta) Pelouses sur sol pauvre en azote et acide, planitiaires à montagnardes, essentiellement atlantiques à subatlantiques. |
| 6. Lygeo sparti-Stipetea tenacissimae                                   | De Lygeum spartum et Stipa tenacissima Végétation de garrigues et d'ourlets méditerranéens riches en graminées vivaces, sur sols basiques. |
| 7. Molinio caeruleae-Juncetea acutiflori                                | De Molinie bleue (Molinia caerulea) et Jonc à tépales aigus (Juncus acutiflorus) Prairies inondées en permanence à humides, sur sol pauvre à moyennement riche en azote. |
| c. Végétation vivace des prairies                                       | |
| 1. Arrhenatheretea elatioris                                            | De Fromental (Arrhenatherum elatius) Végétation prairiale, plus rarement de pelouses, sur sol moyennement drainé ou humide, riche à moyennement riche en azote. |
| 2. Agrostietea stoloniferae                                             | De Agrostide stolonifère (Agrostis stolonifera) Végétation prairiale des sols engorgés ou inondables, essentiellement minéraux, moyennement riches en azote à riches en azote. |
| VIII. Végétation de landes, de fourrés et de manteaux arbustifs         | |
| a. Végétation de landes et de garrigues                                 | |
| 1. Calluno vulgaris-Ulicetea minoris                                    | De Callune (Calluna vulgaris) et Petit ajonc (Ulex minor) Végétation de lande, à dominance de chaméphytes et nanophanérophytes, appartenant principalement aux Ericacées et Fabacées. |
| 2. Carici caryophyllae-Genistetea lobelii                               | De Laîche printanière (Carex caryophyllea) et Genêt de Lobel (Genista lobelii) Végétation composée d'arbustes et d'arbrisseaux épineux, supraméditerranéenne et montagnarde à de Corse et de Sardaigne sur sol très sec. |
| 3. Cisto ladaniferi-Lavanduletea stoechadis                             | De Ciste à gomme (Cistus ladanifer) et Lavande papillon (Lavandula stoechas) Landes thermophiles sur substrat acide, dominées par les chaméphytes, des étages thermo- à supraméditerranéen. |
| 4. Rosmarinetea officinalis                                             | De Romarin (Rosmarina officinalis) Garrigues et formations chaméphytiques méditerranéennes à méditerranéo-atlantiques. |
| b. Végétation de fourrés et manteaux arbustifs                          | |
| 1. Cytisetea scopario-striati                                           | De Genêt à balai (Cytisus scoparius) et strié (C. striatus) Végétation arbustive dominées par des Fabacées sur sols profonds acides à légèrement acides. |
| 2. Crataego monogynae-Prunetea spinosae                                 | De Aubépine à un style (Crataegus monogyna) et Prunellier (Prunus spinosa) Végétation principalement européenne de manteaux arbustifs et haies. |
| IX. Végétation potentielle forestière et préforestière                  | |
| a. Boisements palustres, chionophiles ou ripuaires                      | |
| 1. Alnetea glutinosae                                                   | De Aulne glutineux (Alnus glutinosa) Forêts d'aulnes, parfois de bouleaux ou de saules des dépressions marécageuses, sur sol engorgé une grande partie de l'année ; Europe tempérée, aux étages de plaines, collinéen et montagnard. |
| 2. Betulo carpaticae-Alnetea viridis                                    | De Bouleau blanc poisseux (Betula alba subsp. glutinosa) et Aulne vert (Alnus alnobetula) Végétation arbustive de l'étage subalpin, généralement humide en permanence. |
| 3. Nerio oleandri-Tamaricetea africanae                                 | De Nerium oleandrum et Tamaris d'Afrique (Tamarix africana) Végétation thermoméditerranéenne d'arbustes et de graminées hautes des berges et lits des cours d'eau temporaires. |
| 4. Salicetea purpureae                                                  | De Osier rouge (Salix purpurea) Végétation forestière et arbustive riveraine à bois tendre. |
| b. Végétation forestière climacique eurosibérienne et méditerranéenne   | |
| 1. Pino sylvestris-Juniperetea sabinae                                  | De Pin sylvestre (Pinus sylvestris) et Genévrier sabine (Juniperus sabina) Végétation arborée ou arbustive des stations primaires de falaises et de rochers. |
| 2. Erico carneae-Pinetea sylvestris                                     | De Bruyère carnée (Erica carnea) et Pin sylvestre (Pinus sylvestris) Pinèdes sur sol calcaires à légèrement acides, montagnardes et subalpines. |
| 3. Vaccinio myrtilli-Piceetea abietis                                   | De Myrtille (Vaccinium myrtillus) et Epicéa commun (Picea abies) Forêts résineuses circumboréales, sur sol pauvre en azote et acide. |
| 4. Querco roboris-Fagetea sylvaticae                                    | De Chêne pédonculé (Quercus robur) et Hêtre (Fagus sylvatica) Forêts tempérées caducifoliées ou mixtes, collinéennes et montagnardes (plus rarement subalpines), ainsi que supraméditerranéennes. |
| 5. Quercetea ilicis                                                     | De Chêne vert (Quercus ilex) Végétation arborée ou arbustive méditerranéenne, souvent à feuilles persistantes et coriaces. |

#### Phytosociologues
- Catégorie:Phytosociologue
- Émile Chateau
- Josias Braun-Blanquet
- Heinz Ellenberg
- François Gillet
- Marcel Guinochet
- Jean-Claude Rameau

### Outils de formation
- Diaporama de formation à la phytosociologie, par le Conservatoire botanique national de Franche-Comté (170p, 48Ko) ; Histoire, méthodes et concepts fondamentaux de la phytosociologie, méthodes d’étude de la végétation.